# Palliduphantes fagicola
Palliduphantes fagicola là một loài nhện trong họ Linyphiidae.
Loài này thuộc chi Palliduphantes. Palliduphantes fagicola được Eugène Simon miêu tả năm 1929.